# 雅原慶
雅原 慶（みやはら けい、本名：朴 慶弥〈パク・キョンミ〉、1985年1月14日 - ）は、兵庫県・尼崎市出身のミュージカル女優。在日韓国人3世。

## 来歴・人物
尼崎朝鮮初中級学校卒業後は神戸朝鮮高級学校に進学する。同級生にプロサッカー選手の金永基がいる。その後2003年4月に立命館大学法学部に入学する。大学の同級生にプロ野球選手の金刃憲人がいる。大学では国際法を専攻し商社を目指していたが、小さい頃から人前で歌ったり踊ったりすること好きだったのを思い出し就活を辞め俳優を目指し始める。
大学卒業後はダンスオブハーツに通い、クラシックバレエやジャズダンス、タップダンス、声楽などのレッスンを重ね、2007年に劇団四季研究生オーディションに合格した。2008年4月に研究所へ入所する。48期生の同期には新庄真一などがいる。当初は本名で活動し、同年『マンマ・ミーア!』で初舞台を踏む。『キャッツ』ではジェリーロラム＝グリドルボーン役を演じている。
2012年7月6日に、『アイーダ』東京公演において自身初の主役でタイトルロール、アイーダ役でデビュー。同年9月より現在の芸名を使用し始めた。
2013年8月、『ウィキッド』東京再演でヒロイン・エルファバ役にキャスティングされ、同年8月7日にデビューした。
2015年９月、浅利慶太演出事務所 浅利慶太プロデュースによる 『ミュージカル 李香蘭』に客演。川島芳子役を演じる。
2016年５月、『ウィキッド』札幌でエルファバ役を演じた。同年12月31日付で劇団四季を退団し、2018年1月からは太田プロダクション所属となるが、2020年12月31日付で退所し、2021年1月1日からはフリーランスで活動している。

## おもな出演

### 劇団四季
- マンマ・ミーア - アンサンブル
- キャッツ  - ジェリーロラム＝グリドルボーン / グリザベラ
- FESTIVAL ソング&ダンス - ヴォーカルパート
- ミュージカル南十字星 - アンサンブル
- ライオンキング - アンサンブル
- アイーダ - タイトルロール
- ウィキッド - エルファバ

### テレビドラマ
- 終着駅シリーズ32（2018年） - 星村葉子 役

### 劇団四季退団後
- 浅利慶太プロデュース李香蘭 - 川島芳子 役
- 銀河鉄道999〜GALAXY OPERA〜 - シャドウ 役
- 藤川ミュージカル「オズの魔法使い」 - 西の魔女 役
- 「ふたり阿国」（明治座）
- ブロードウェイミュージカル『メリリー・ウィー・ロール・アロング』（2021年5月 - 6月、新国立劇場 中劇場）